# كارل إريش كورنز
كارل إريش كورنز (بالإنجليزية: Carl Erich Correns)‏ (19 سبتمبر 1864–14 فبراير 1933) عالم نبات ووراثة ألماني.